# 砧地域
砧地域（きぬたちいき）は、世田谷区の定める5地域の一つで、砧総合支所管内を指す。
成城学園前駅を中心として、大規模な住宅街を形成している。また、世田谷区一の成城は高級住宅地として名高い。国分寺崖線を中心として砧公園や多摩川など、都市部にあって自然環境に恵まれた地域である。東京近郊では、かつては安行に次ぐ植木の主産地であったため、造園業者が多く所在する。

## 町名
| 町名       | 町名の読み | 町区域新設年月日 | 住居表示実施年月日 | 住居表示実施前の町名等                 | 備考 |
| ---------- | ---------- | ---------------- | ------------------ | -------------------------------------- | ---- |
| 成城一丁目 | せいじょう | 1970年3月1日     | 1970年3月1日       | 成城町、砧町、喜多見町、大蔵町の各一部 |      |
| 成城二丁目 | せいじょう | 1970年3月1日     | 1970年3月1日       | 成城町、砧町の各一部                   |      |
| 成城三丁目 | せいじょう | 1970年3月1日     | 1970年3月1日       | 成城町、喜多見町の各一部               |      |
| 成城四丁目 | せいじょう | 1970年3月1日     | 1970年3月1日       | 成城町、喜多見町の各一部               |      |
| 成城五丁目 | せいじょう | 1970年3月1日     | 1970年3月1日       | 成城町の一部                           |      |
| 成城六丁目 | せいじょう | 1970年3月1日     | 1970年3月1日       | 成城町、祖師谷2の各一部                |      |
| 成城七丁目 | せいじょう | 1970年3月1日     | 1970年3月1日       | 成城町、祖師谷2の各一部                |      |
| 成城八丁目 | せいじょう | 1970年3月1日     | 1970年3月1日       | 成城町、祖師谷2の各一部                |      |
| 成城九丁目 | せいじょう | 1970年3月1日     | 1970年3月1日       | 成城町、祖師谷1、祖師谷2の各一部       |      |

| 町名         | 町名の読み | 町区域新設年月日 | 住居表示実施年月日 | 住居表示実施前の町名等                               | 備考 |
| ------------ | ---------- | ---------------- | ------------------ | ---------------------------------------------------- | ---- |
| 祖師谷一丁目 | そしがや   | 1971年9月1日     | 1971年9月1日       | 祖師谷2、砧町の各一部                                |      |
| 祖師谷二丁目 | そしがや   | 1971年9月1日     | 1971年9月1日       | 祖師谷2の一部                                        |      |
| 祖師谷三丁目 | そしがや   | 1971年9月1日     | 1971年9月1日       | 成城町の全部と祖師谷2、砧町の各一部                  |      |
| 祖師谷四丁目 | そしがや   | 1971年9月1日     | 1971年9月1日       | 祖師谷2の一部                                        |      |
| 祖師谷五丁目 | そしがや   | 1971年9月1日     | 1971年9月1日       | 祖師谷2の一部                                        |      |
| 祖師谷六丁目 | そしがや   | 1971年9月1日     | 1971年9月1日       | 祖師谷1の全部と祖師谷2の一部                         |      |
| 千歳台一丁目 | ちとせだい | 1971年9月1日     | 1971年9月1日       | 世田谷5の全部と廻沢町、祖師谷2、船橋町、砧町の各一部 |      |
| 千歳台二丁目 | ちとせだい | 1971年9月1日     | 1971年9月1日       | 廻沢町、祖師谷2の各一部                              |      |

| 町名         | 町名の読み | 町区域新設年月日 | 住居表示実施年月日 | 住居表示実施前の町名等          | 備考 |
| ------------ | ---------- | ---------------- | ------------------ | ------------------------------- | ---- |
| 千歳台三丁目 | ちとせだい | 1971年9月1日     | 1971年9月1日       | 廻沢町、船橋町の各一部          |      |
| 千歳台四丁目 | ちとせだい | 1971年9月1日     | 1971年9月1日       | 廻沢町、船橋町の各一部          |      |
| 千歳台五丁目 | ちとせだい | 1971年9月1日     | 1971年9月1日       | 廻沢町の一部                    |      |
| 千歳台六丁目 | ちとせだい | 1971年9月1日     | 1971年9月1日       | 粕谷町の全部と廻沢町の一部      |      |
| 船橋一丁目   | ふなばし   | 1969年2月1日     | 1969年2月1日       | 船橋町、経堂町、世田谷5の各一部 |      |
| 船橋二丁目   | ふなばし   | 1969年2月1日     | 1969年2月1日       | 船橋町、廻沢町の各一部          |      |
| 船橋三丁目   | ふなばし   | 1969年2月1日     | 1969年2月1日       | 船橋町の一部                    |      |
| 船橋四丁目   | ふなばし   | 1969年2月1日     | 1969年2月1日       | 船橋町、廻沢町の各一部          |      |
| 船橋五丁目   | ふなばし   | 1969年2月1日     | 1969年2月1日       | 船橋町、八幡山町の各一部        |      |
| 船橋六丁目   | ふなばし   | 1969年2月1日     | 1969年2月1日       | 船橋町、八幡山町の各一部        |      |
| 船橋七丁目   | ふなばし   | 1969年2月1日     | 1969年2月1日       | 船橋町、廻沢町の各一部          |      |

| 町名         | 町名の読み | 町区域新設年月日 | 住居表示実施年月日 | 住居表示実施前の町名等             | 備考 |
| ------------ | ---------- | ---------------- | ------------------ | ---------------------------------- | ---- |
| 喜多見一丁目 | きたみ     | 1971年5月1日     | 1971年5月1日       | 喜多見町、宇奈根町の各一部         |      |
| 喜多見二丁目 | きたみ     | 1971年5月1日     | 1971年5月1日       | 喜多見町の一部                     |      |
| 喜多見三丁目 | きたみ     | 1971年5月1日     | 1971年5月1日       | 喜多見町、宇奈根町、鎌田町の各一部 |      |
| 喜多見四丁目 | きたみ     | 1971年5月1日     | 1971年5月1日       | 喜多見町の一部                     |      |
| 喜多見五丁目 | きたみ     | 1971年5月1日     | 1971年5月1日       | 喜多見町の一部                     |      |
| 喜多見六丁目 | きたみ     | 1971年5月1日     | 1971年5月1日       | 喜多見町、大蔵町の各一部           |      |
| 喜多見七丁目 | きたみ     | 1971年5月1日     | 1971年5月1日       | 喜多見町の一部                     |      |
| 喜多見八丁目 | きたみ     | 1971年5月1日     | 1971年5月1日       | 喜多見町の一部                     |      |
| 喜多見九丁目 | きたみ     | 1971年5月1日     | 1971年5月1日       | 喜多見町の一部                     |      |
| 宇奈根一丁目 | うなね     | 1971年5月1日     | 1971年5月1日       | 宇奈根町、鎌田町の各一部           |      |
| 宇奈根二丁目 | うなね     | 1971年5月1日     | 1971年5月1日       | 宇奈根町、喜多見町の各一部         |      |
| 宇奈根三丁目 | うなね     | 1971年5月1日     | 1971年5月1日       | 宇奈根町、鎌田町の各一部           |      |
| 鎌田一丁目   | かまた     | 1971年5月1日     | 1971年5月1日       | 鎌田町の一部                       |      |
| 鎌田二丁目   | かまた     | 1971年5月1日     | 1971年5月1日       | 鎌田町の一部                       |      |
| 鎌田三丁目   | かまた     | 1971年5月1日     | 1971年5月1日       | 鎌田町、岡本町の各一部             |      |
| 鎌田四丁目   | かまた     | 1971年5月1日     | 1971年5月1日       | 鎌田町、岡本町の各一部             |      |

| 町名       | 町名の読み     | 町区域新設年月日 | 住居表示実施年月日 | 住居表示実施前の町名等                                       | 備考 |
| ---------- | -------------- | ---------------- | ------------------ | ------------------------------------------------------------ | ---- |
| 岡本一丁目 | おかもと       | 1968年10月1日    | 1968年10月1日      | 岡本町、玉川瀬田町の各一部                                   |      |
| 岡本二丁目 | おかもと       | 1968年10月1日    | 1968年10月1日      | 岡本町、鎌田町の各一部                                       |      |
| 岡本三丁目 | おかもと       | 1968年10月1日    | 1968年10月1日      | 岡本町、大蔵町の各一部                                       |      |
| 大蔵一丁目 | おおくら       | 1971年5月1日     | 1971年5月1日       | 大蔵町、玉川瀬田町、玉川用賀町3の各一部                      |      |
| 大蔵二丁目 | おおくら       | 1971年5月1日     | 1971年5月1日       | 大蔵町の一部                                                 |      |
| 大蔵三丁目 | おおくら       | 1971年5月1日     | 1971年5月1日       | 大蔵町の一部                                                 |      |
| 大蔵四丁目 | おおくら       | 1971年5月1日     | 1971年5月1日       | 大蔵町、岡本町の各一部                                       |      |
| 大蔵五丁目 | おおくら       | 1971年5月1日     | 1971年5月1日       | 大蔵町、喜多見町、鎌田町の各一部                             |      |
| 大蔵六丁目 | おおくら       | 1971年5月1日     | 1971年5月1日       | 大蔵町、鎌田町、岡本町の各一部                               |      |
| 砧一丁目   | きぬた         | 1971年5月1日     | 1971年5月1日       | 砧町、世田谷5の各一部                                        |      |
| 砧二丁目   | きぬた         | 1971年5月1日     | 1971年5月1日       | 砧町、世田谷5の各一部                                        |      |
| 砧三丁目   | きぬた         | 1971年5月1日     | 1971年5月1日       | 砧町の一部                                                   |      |
| 砧四丁目   | きぬた         | 1971年5月1日     | 1971年5月1日       | 砧町の一部                                                   |      |
| 砧五丁目   | きぬた         | 1971年5月1日     | 1971年5月1日       | 砧町の一部                                                   |      |
| 砧六丁目   | きぬた         | 1971年5月1日     | 1971年5月1日       | 砧町の一部                                                   |      |
| 砧七丁目   | きぬた         | 1971年5月1日     | 1971年5月1日       | 砧町、大蔵町の各一部                                         |      |
| 砧八丁目   | きぬた         | 1971年5月1日     | 1971年5月1日       | 砧町の一部                                                   |      |
| 砧公園     | きぬたこうえん | 1971年5月1日     | 1971年5月1日       | 玉川瀬田町、玉川用賀町2、玉川用賀町3、大蔵町、岡本町の各一部 |      |

## 地理
世田谷区の南西部に位置する。
南には多摩川が流れ、その支流が幾つか流れる。
多摩川の河岸段丘である国分寺崖線があり、そこを中心として
自然が広がり、都区内でも緑被率はトップクラスの地域である。
また、国分寺崖線や刻み入る谷戸などで、土地の起伏の激しさは都区内有数である。

### 川
- 多摩川水系
  - 多摩川
  - 野川
  - 仙川
  - 丸子川
  - 谷戸川（一部暗渠）
  - 清水川
  - 谷川（暗渠）
  - 宇奈根川（一部暗渠）
- 目黒川水系
  - 烏山川（暗渠）

## 沿革
- 1936年（昭和11年）北多摩郡砧村・千歳村が東京市に編入され、世田谷区に属す。
- 1991年 世田谷区が地域区分を設定し、砧総合支所が設置され、旧砧村村域の大部分・旧千歳村村域の南部を砧地域として定める。

## 公共機関など
- 砧総合支所
- 成城まちづくりセンター
- 喜多見まちづくりセンター
- 砧まちづくりセンター
- 船橋まちづくりセンター
- 祖師谷まちづくりセンター
- 児童館（祖師谷、鎌田、船橋、プレスポ喜多見、山野、成城さくら）
- 図書館（鎌田、砧）
- 警視庁成城警察署
- 警視庁交通安全指導センター
- 東京消防庁成城消防署
- 成城郵便局（ゆうちょ銀行成城店を併設）
- 国立成育医療研究センター（旧 国立大蔵病院→国立成育医療センター）
- NHK放送技術研究所
- 東京都水道局砧下浄水所
- 東京都水道局砧浄水場

### 所轄となる機関
- 警察 成城警察署
- 消防 成城消防署
- 郵便 船橋が千歳郵便局（〒156）、それ以外が成城郵便局（〒157）

## 経済
- 東宝スタジオ
- 国際放映
  - 東京メディアシティ

かつては、円谷プロダクションが砧地域に本社を構えていた。

## 産業
生産農地が存在する。
- 東京都中央卸売市場世田谷市場
- かつて砧農協という単独の農協が存在したが、現在は合併により、JA東京中央砧支店になっている。なお、最寄のバス停には2011年3月31日まで「砧農協前」の名称が残っていた。

## 教育

### 大学・短期大学
- 成城大学
- 日本大学商学部
- 駒澤大学玉川校舎

### 高等学校
- 東京都立世田谷総合高等学校
- 東京都立総合工科高等学校
- 成城学園高等学校
- 東京都市大学付属高等学校
- 科学技術学園高等学校
- 国本女子高等学校
- 聖ドミニコ学園高等学校

## 交通

### 鉄道
- 小田急電鉄
  - 小田原線：千歳船橋駅 - 祖師ヶ谷大蔵駅 - 成城学園前駅 - 喜多見駅

### 道路
- 高速道路
  - 東名高速道路
    - 東京インターチェンジ

  - 東京外環自動車道（建設中）
    - 東名ジャンクション
    - 東京外環トンネル
- 一般国道
  - 国道246号
- 都道
  - 東京都道3号世田谷町田線（世田谷通り）
  - 東京都道11号大田調布線（多摩堤通り）
  - 東京都道311号環状八号線
  - 東京都道428号高円寺砧浄水場線（荒玉水道道路）
  - 東京都道118号調布経堂停車場線

## 名所・旧跡・観光スポット・祭事・催事

### 公園
- 砧公園
- 次大夫堀公園
- きたみふれあい広場
- 成城三丁目緑地
- 二子橋公園
- 宇奈根緑地

### スポーツ施設
- 区立大蔵運動公園(区立総合運動場)
- 区立二子玉川緑地運動場
- 区立大蔵第二運動場
- ゆうぽうと世田谷レクセンター

### 観光
- 世田谷美術館
- 静嘉堂文庫美術館
- 岡本公園民家園

### 祭事
- 世田谷区たまがわ花火大会

## 砧地域出身の有名人
- みのもんた
- 木梨憲武
- 滝川クリステル
- 柳家喬太郎
- 門脇麦